# Lasbela
Lasbela (Urdu: ضلع لسبیلہ) is een district in de Pakistanse provincie Beloetsjistan. Het district heeft een oppervlakte van 15.153 km² en 576.271 inwoners (maart 2017); de gemiddelde bevolkingsdichtheid is 38 inw./km². De hoofdplaats is Uthal met ongeveer 30.000 inwoners. De grootste stad was echter de recentelijk afgescheiden stad Hub met c. 40.000 inwoners - maar sinds 2022 is Hub met een paar andere tehsils een onafhankelijk district geworden.

## Bevolking
In maart 2017 telde het district Lasbela 576.271 inwoners, bestaande uit 301.204 mannen, 275.076 vrouwen en 11 transgenders. Van de bevolking leefde ongeveer de helft in steden (281.898 personen - 48,9%) en de andere helft op het platteland (294.373 personen - 51,1%). Het is bovendien een district waarin diverse bevolkingsgroepen leven: de sprekers van het Beloetsji vormen 48%, gevolgd door sprekers van het Sindhi (22%), Brahvi (13%) en Lasi (10%).
| Bevolking (1972) | Bevolking (1981) | Bevolking (1998) | Bevolking (2017) |
| ---------------- | ---------------- | ---------------- | ---------------- |
| 125.263          | 188.139          | 312.695          | 576.271          |

In 2017 kon 34,5% van de bevolking lezen en schrijven, terwijl 65,5% van de bevolking analfabeet was.

## Tehsils
Tot 2022 bestond Lasbela uit de onderstaande tehsils (met inwonersaantallen uit 2017): 
- Hub - 205.487 inw. (afgescheiden per 2022)
- Bela - 104.727 inw.
- Uthal - 73.290 inw.
- Sonmiani/Winder - 64.019 inw. (afgescheiden per 2022)
- Dureji - 45.541 inw. (afgescheiden per 2022)
- Lakhra - 35.495 inw.
- Gadani - 24.593 inw. (afgescheiden per 2022)
- Kanraj - 12.389 inw.
- Liari - 11.730 inw.